# تازقایت
تازقایت (به عربی: تازقایت) یک شهرداری در الجزایر است که در ناحیه سیدی علی واقع شده‌است. تازقایت ۸٬۷۶۳ نفر جمعیت دارد.